# 義大利最高法院

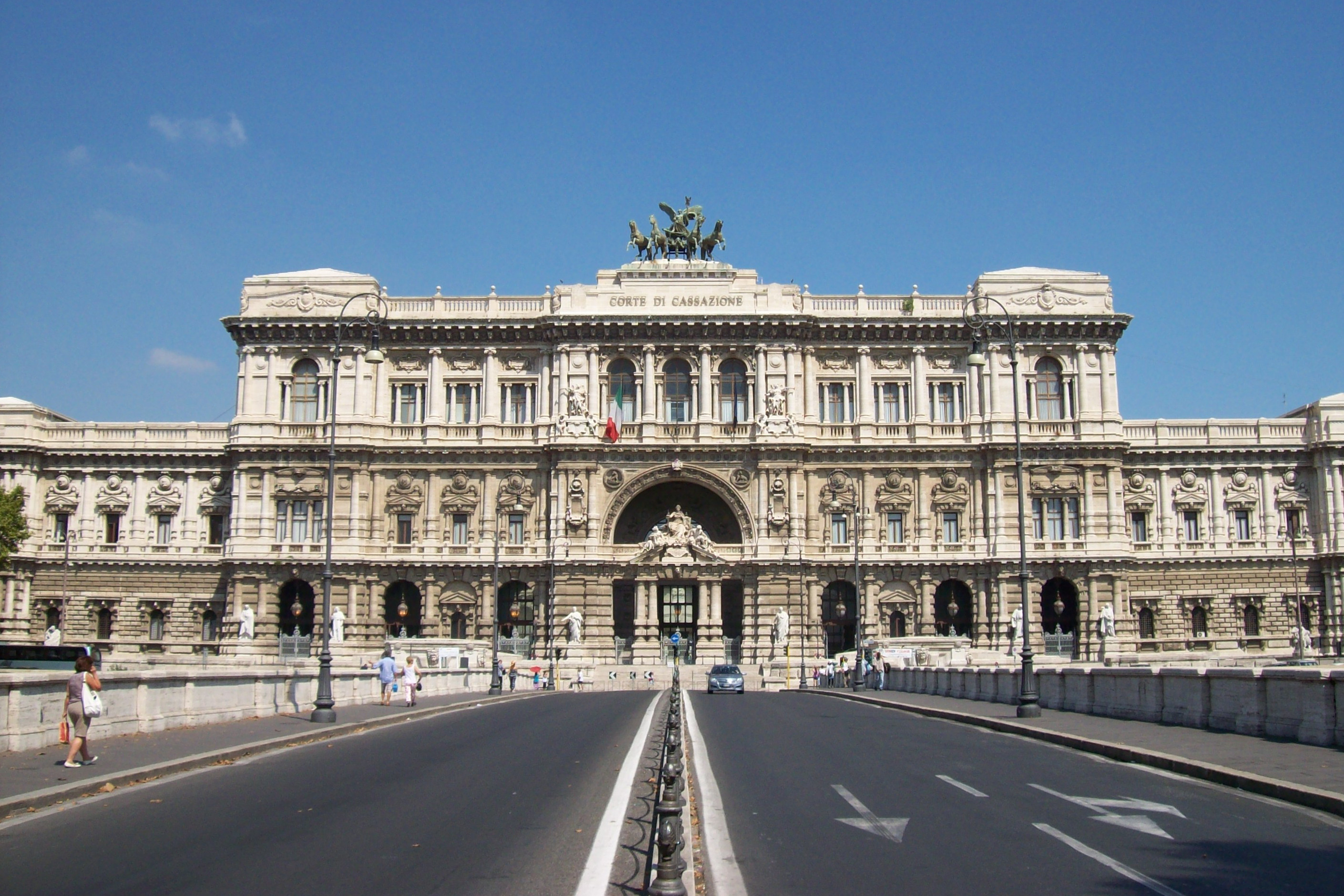
最高法院大楼，2011年

義大利最高法院（義大利語：Corte suprema di cassazione）是義大利唯一一個最高法院，其辦公場所位於義大利羅馬的正義宮。義大利最高法院主要作為裁定地方法官判決是否合理的司法機關，同時也必須確保義大利的司法判決能夠確實遵守法律規則並且統一進行解釋。就某種意義上來說，義大利最高法院其判決往往會被視為國家法律或者決策的指導性標準，而在某些情況下必須義大利各地地方法院也必須考慮到最高法院的判決結果。而由於主要職責為確保地方法院與高等法院的判決能夠符合法律規範，使得義大利最高法院亦會處理刑事、民事、行政以及軍事等等法律糾紛。
意大利憲法法院獨立于最高法院設立。

## 外部連結
- （意大利文） Corte Suprema di Cassazione （页面存档备份，存于）
- （意大利文） Massime sentenze della Corte di Cassazione civile e penale （页面存档备份，存于）